# Угода про транзит (1972)
Транзитна угода (німецькою: Transitabkommen), підписана 17 грудня 1971 року, передбачала доступ до і з Західного Берліна з Західної Німеччини, забезпечувала право жителів Західного Берліна відвідувати Східний Берлін і Східну Німеччину, а також гарантувала права громадян Східної Німеччини відвідувати Західну Німеччину, проте лише в разі сімейних надзвичайних ситуацій.

## Дивись також
- Берлінська угода чотирьох держав
- Основний договір